# Вулвопластика
Вулвопластика представља један од најизазовнијих метода у реконструктивној хирургији новостворених женских гениталија. Током ове интервенције креира се комплекс „ клиторис – мале усне – велике усне”, или вулвовестибуларни комплекс.

## Називи
Вулвопластика је позната и под другим називима, најчешће као: клиторолабиопластика - вагинопластика нулте дубине - вагинопластика плитке дубине - вагинопластика ограничене дубине. Такође је позната је и као козметичка вагинопластика.

## Разлика између вулвопластике и вагинопластике?
Једина значајна разлика између пуне вагинопластике и вулвопластике је у томе што се вулвопластиком не ствара вагинални канал, док се он формира током вагинопластике, па након вулвопластике, пацијент неће моћи да ступи  у сношај или да му партнер полни уд убаци у родницу.

## Опште информације
Вулвопластика је операција која потврђује пол за трансродне и небинарне особе које су по рођењу означене као мушкарци (енгл. designated male at birth (DMAB). Током ове операције, ткиво из пениса, тестиса, скротума и уретре се користи за стварање вулве. Тиме ова операција може помоћи трансродним и небинарним особама, по рођењу означеним као мушкарци чије гениталије нису у складу са њиховим родним идентитетом.
За многе особе које су трансродне или небинарне и по рођењу означене као мушкарци, вулвопластика мења изглед њихових гениталија тако да начин на који након операције изгледају боље одговара разумевању њиховог пола или родног идентитета. При томе требало би имати у виду да је вулвопластика само једна од опција за транс и небинарне особе које су по рођењу означене као мушкарци  а који желе да живе удобније у свом аутентичном ја.
Како вулвопластика може помоћи онима који  се осећају непријатно због изгледа сопствених гениталија, одабир вулвопластике може бити прави избор само за ону особу која жели да му гениталије изгледају као вулва.   

## Процедура
Операција траје око 90 минута. Током процедуре, лекар користити пацијентове генитално ткиво да створи вулву, и кроз неколико поступака ће:
- уклањање пениса, скротум и тестисе.
- употреба ткива са главића пениса (гланса) за формирање клиториса.
- скраћивање мокраћне цеви која избацује урин из тела,
- употреба ткива скротума, пениса и уретре за формирање остатака вулве.
- уметање уринарног катетер у мокраћну цев која ће помоћи оперисаној особи да извесно време мокри након операције (са овим катетером пацијент одлази кући).

Највећи број хирурга током реконструкција мушких гениталија за прелаз из мушког у женски пол, клиторис  реконструише коришћењем дорзалног дела главића пениса  све до неуроваскуларног педикула, без скраћивања педикула, како су описали многи аутори.
Компликације попут некрозе клиториса се ретко  јављају, међутим, појава одсуства или смањене осетљивости неоклиториса забележена је у неким студијама.
Креирање малих и великих усана обично се врши коришћењем доступне кожа гениталија. Ако пацијент раније није био обрезан, мале усне  се формирају од препуцијума уда, а у случајевима када је пацијент обрезан формира се кожни набор који зби требало да имитира мале усне. 
Велике усне се стварају од коже пореклом са скротума ексцизијом од вишка коже и масног ткива, али само толико да интроитус неовагине не зјапи.
Стварање спољашњег отвора уретре код трансжена врши се скраћивањем уретре и позиционирањем уретралног отвора изнад неовагине, тако да се током чина мокрења у седећем положају, млаз мокраће спушта, на физиолошки начин (на доле). 
Важно је да се при стварању уретралног меатуса не направи стеноза уретралног меатуса, што отежава пацијенту мокрење и прави медицински проблем који накнадно треба решити.

## Компликације
Након операције могуће су и компликације, као код сваке операције, међу којима су најзначајније:
- Формирање апсцеса или накупљање гноја, узроковано бактеријском инфекцијом. Може се лечити антибиотицима или хируршки.
- Хематом или скупљање крви на месту операције, који изазива бол, оток и црвенило. Мањи хематоми се могу дренирати, али већи захтевају уклањање хируршким путем.
- Повреда нерава или мишића на ногама, може довести до утрнулости или промене осећаја на кожи ногу. У веома ретким случајевима може довести до потешкоћа у кретању ноге, што захтева корекцију хируршким путем.
- Губитак осећаја,обично на малим подручјима у виду утрнулости. Може бити удружен са смањеном способношћу да се постигне оргазам.
- Незадовољавајућа величина или облик вулве, који се прилично разликују од очекиваног и може захтевати хируршку ревизију.
- Уролошке компликације,  нпр. фистула (проток мокраће у подручја која нису отвор уретре), стеноза (сужење уретре, што узрокује потешкоће при мокрењу) и стриктура (блокада уретре, што узрокује потешкоће при мокрењу). Код ове компликације уобичајено је прскање или цурење мокраће током мокрења док се оток не смири. Ако се ови проблеми не реше спонтано, можда ће бити потребна додатна операција.
- Ожиљци, који се дају исправити различитим третманима, укључујући и додатну операцију.